# Станіслав Тарновський
Станісла́в Костка Тарно́вський, граф, псевдонім «Едвард Рембовський», «Світовид» (7 листопада 1837, Диків (тепер частина Тарнобжега) — 31 грудня 1917, Краків) — польський історик літератури, літературний критик, політичний публіцист, лідер краківський консерваторів, професор і ректор Яґеллонського університету, президент Академії знань у Кракові.
Походив з аристократичної родини, був сином графа Яна Богдана Тарновського та Габріели з Малаховських. Двоюрідним братом був Владислав Тарновський, поет і драматург, композитор. Сестра Станіслава Валерія (1830—1914) вийшла заміж 1855 року за Францішка Мицельського (землевласника, суспільного та політичного діяча) і була матір'ю Єжи Мицельського — історика мистецтва.

## Біографія
Станіслав Тарновський відвідував гімназію Святої Анни в Кракові (1850—1854), потім студіював право (1855—1858) та філологію (1858—1861, зокрема в Кароля Мечежинського) в Яґеллонському університеті. Потім продовжував філологічні студії в університеті у Відні (1861). Тоді ж налагодив зв'язки з готелем Лямбер, був галицьким кореспондентом Політичного Бюро готелю Лямбер, а під час перебування у Парижі в рамках діяльності Бюро співпрацював з Юліаном Клячко та Валеріяном Калінкою. За співпрацю з Народним Комітетом під час Січневого повстання (в тому числі організацію повстанського загону під керівництвом Зигмунта Йордана) був ув'язнений австрійською владою у Оломоуці. Після помилування став на чолі краківських консерваторів (так званих станьчиків, 1865). Також створив (спільно з Юзефом Шуйським), редагував та видавав місячник «Огляд Польський» (пол. Przegląd Polski), оголосив програмний маніфест консерваторів (Тека Станчика, 1868—1869 роки, спільно з Шуйським, Станіславом Козьмяном і Людвіком Водзіцьки), засідав в Галицькому сеймі (1867—1875), пізніше — у верхній палаті Австрійського парламенту у Відні (з 1885). 1870 року став співвласником газети «Час», котра невдовзі стала основним друкованим органом консерваторів.
1870 року захистив докторат в Яґеллонському університеті (на основі його роботи «Король Станіслав Лещинський як політичний письменник») і отримав також габілітацію, а роком пізніше — титул надзвичайного професора і посаду керівника Кафедри історії польської літератури. Швидке процедура призначення Тарновського на керівника кафедри була підтримана для того, щоб заблокувати кандидатуру Юзефа Ігнатія Крашевського, котрого не дуже любили у середовищі консерваторів. 1879 року Тарновський став «професором звичайний», а академічного року 1882—1883 був деканом Філологічного відділу; два рази виконував функції проректора Яґеллонського університету (1887/1888, 1900/1901), також два рази — ректора (1886/1887, 1899/1900). Також керував Відділом літературного семінару слов'янської філології (з 1888), а також був у Екзаменаційній комісії для кандидатів на посадку вчителя гімназій та реальних шкіл (з 1870). Вийшов на пенсію 1909 року.

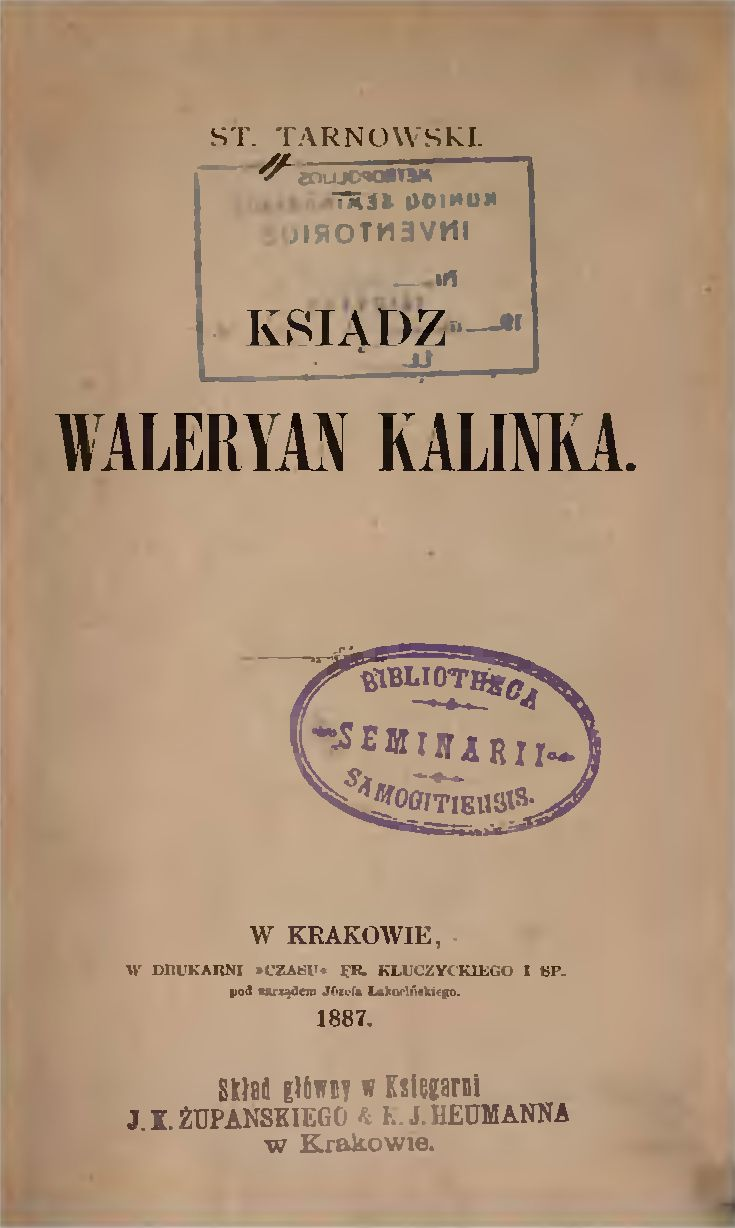
Обкладинка книжки «Ksiądz Walerian Kalinka» (1887)

1873 року став чинним членом Академії знань у Кракові (згодом Польська академія знань)). У 1878—1882 роках виконував функції секретаря І відділу академії, а 1883 року зайняв місце покійного Юзефа Шуйського на посаді генерального секретаря Академії знань. З 1890 ро був другим (після Юзефа Маєра) президентом Академії. В академії найбільше займався справами Комісії для Досліджень в галузі Історії Літератури та Освіти в Польщі (1875—1893) та Історичної комісії (1883—1891). 1880 року став почесним членом Познанського товариства приятелів наук. Бив знаним оратором, виголошував промови на честь різних суспільних і народних свят. 1884 року організував у Кракові Загальнопольський з'їзд імені Яна Кохановського. Подарував Папі Римському Леону ХІІІ картину Яна Матейки «Собеський під Віднем». Був відзначений Командорським Хрестом з Зіркою Ордену Францішка Юзефа (1887), а посмертно — Командорським Хрестом Ордену «Polonia Restituta» (1936).
За 40 років керівництва Кафедри історії польської літератури Яґеллонського університету було виховано цілу плеяду видатних студентів. Серед них були Міхал Бобжинський, Станіслав Добжицький, Станіслав Естрайхер, Констаній Ґурскі, Тадеуш Ґрабовський, Юзеф Каллєнбах, Ян Кароль Кохановський, Станіслав Піґунь, Казімєж Пшерва-Тетмаєр, Луцйан Ридель, Тадеуш Сінко, Вацлав Токаж.
У приватному житті його вважали прямолінійною людиною з почуттям гумору.

## Наукові зацікавлення
Станіслав Тарновський займався історією польської літератури Відродження і романтизму, методологією історії літератури, літературною критикою. Не дуже любив літературу позитивізму і Молодої Польщі. Також сферу досліджень історії літератури розширив і на істориків та політичних авторів. Наприклад, він досліджував доробок Анджея Фрича Моджевського. Найбільше його цікавив психологічний портрет автора, в меншій мірі — біографія. Його основною працею була «Історія польської літератури» (пол. Historia literatury polskiej, в шести томах, 1900—1907), яка була однією з перших презентацій історії духовної культури. Проте ця праця потрапила під критику як застаріла (під поглядом ерудиції) та з недостатнім розумінням найновішої літератури. Тарновський вказував на гіперболізовані та сентиментальні тони в поезії Словацького, зокрема мав дискусію на цю тему з Вітором Ханом. Першим критикував творчість Вінцентія Поля, Теофіла Ленаровіча, Юзефа Богдана Залєського. Доробок Тарновського критично оцінювали Станіслав Бжожовський, Вільгельм Фельдман, Ґабріель Корбут, Стефан Жеромський, Адольф Новачинський, Тадеуш Бой-Желенський.

## Наукові праці
- Про Русь та русинів (пол. O Rusi i Rusinach) (1891, український переклад (фрагменти) видано 2012 року)[5]
- Frycz Modrzewski o poprawie Rzeczypospolitej (1867)
- Rozprawa o Juliuszu Słowackim (1867)
- O Łukaszu Górnickim (1868)
- O Piotrze Grabowskim (1869)
- O korespondencyi Mickiewicza (1870)
- «Dworzanin» Górnickiego (1871)
- Romans polski w początkach XIX-ego wieku (1871)
- Stefana Garczyńskiego «Wacław» i drobne poezje (1872)
- O księdzu Kaysiewiczu (1873)
- O Krzysztofie Warszewickim (1874)
- Komedye Aleksandra hr. Fredry (1876)
- Pisarze polityczni XVI wieku (1886, 2 tomy)
- Ksiadz Waleryan Kalinka (1887)
- Henryk Rzewuski (1887)
- Jan Kochanowski (1888)
- Zygmunt Krasiński (1893, 2 tomy)
- Henryk Sienkiewicz (1897)
- Matejko (1897)
- Julian Klaczko (1909)
- O literaturze polskiej XIX wieku (1977, redaktor Henryk Markiewicz)